# Baltasar Limpo

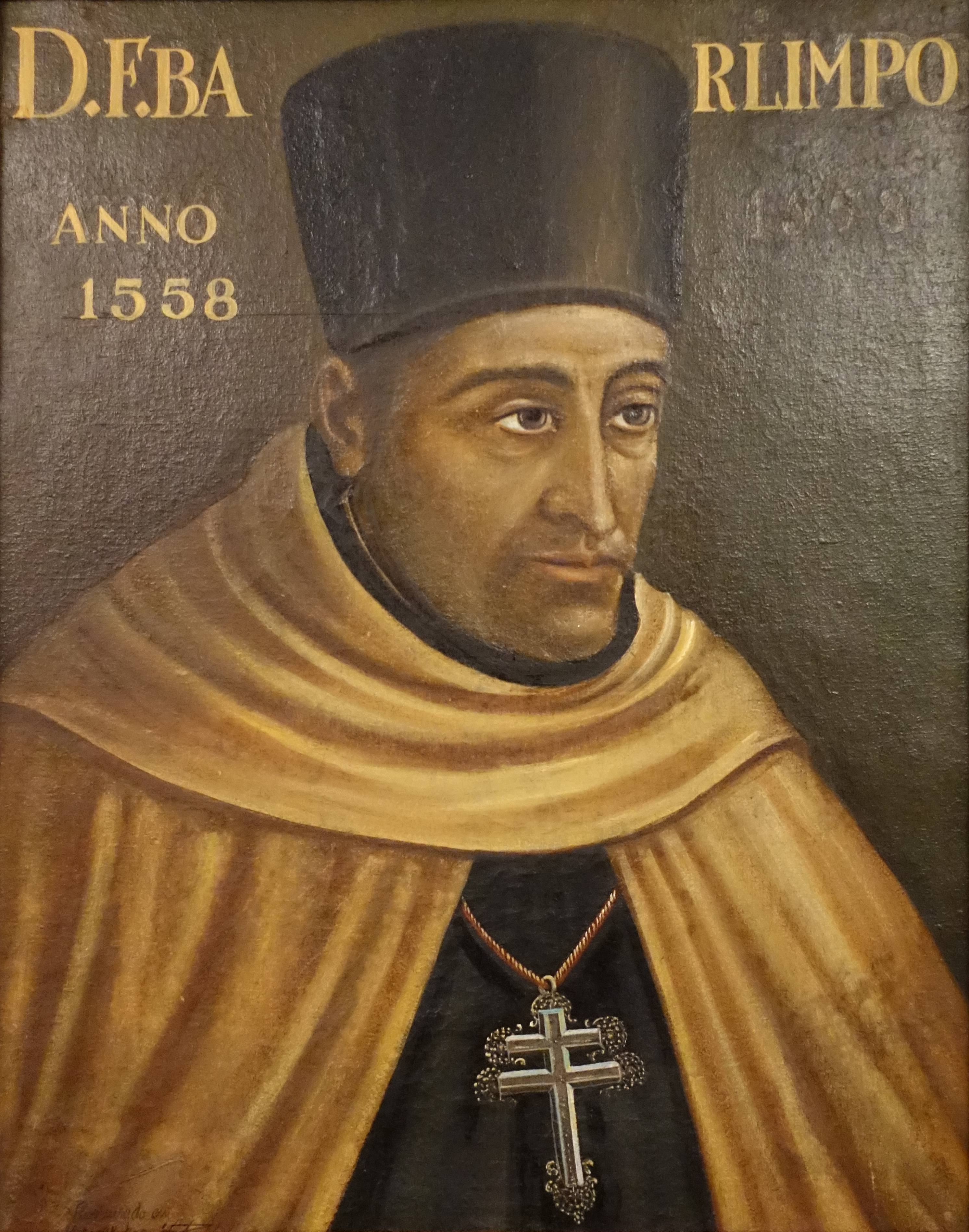
Baltasar Limpo

Baltasar Limpo (Moura, 1478 - Braga, 1558) fue un religioso carmelita portugués.
Estudiante de la universidad de Salamanca y catedrático de teología en la de Lisboa, fue confesor de la reina Catalina de Austria y consejero de Juan III de Portugal. 
En 1536 fue nombrado obispo de Oporto, en cuya dignidad asistió al Concilio de Trento entre 1547 y 1550. 
A su regreso a Portugal fue promovido al arzobispado de Braga, que ocupó hasta su muerte ocurrida en 1558.

| Predecesor: Pedro Álvarez de Acosta | Obispo de Oporto 1536 – 1550   | Sucesor: Rodrigo Pinheiro          |
| Predecesor: Manuel de Sousa         | Arzobispo de Braga 1550 – 1558 | Sucesor: Bartolomé de los Mártires |